# Johannes Streich

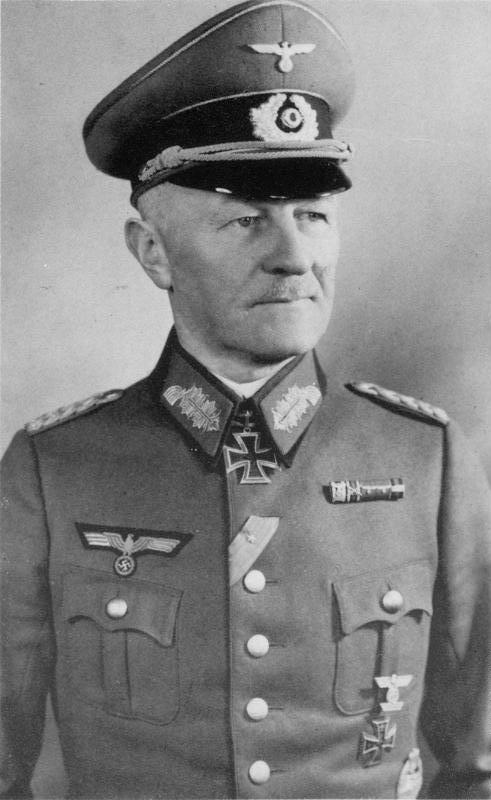
Johannes Streich (1941)

Johannes Streich (* 16. April 1891 in Augustenburg; † 20. August 1977 in Hamburg) war ein deutscher Generalleutnant im Zweiten Weltkrieg. 
Streich begann seine militärische Laufbahn am 1. August 1911 als Fahnenjunker in der Preußischen Armee beim Königlich Preußisches Eisenbahn-Regiment Nr. 2. Bei diesem wurde er am 27. Januar 1913 zum Leutnant befördert. Sein Patent wurde dabei auf den 29. Januar 1911 datiert. Er nahm am Ersten Weltkrieg teil. Nach Kriegsende wurde er in die Reichswehr übernommen. Ab dem 1. Oktober 1935 war er Kommandeur vom Panzer-Regiment 15. Am 1. Dezember 1935 wurde er zum Oberstleutnant und am 1. April 1938 zum Oberst befördert. Zu Beginn des Zweiten Weltkriegs war er noch Kommandeur vom Panzer-Regiment 15. Im Januar 1941 bekam er das Kommando der 5. Panzer-Brigade. Ihm wurde am 31. Januar 1941 das Ritterkreuz des Eisernen Kreuzes verliehen. Ab dem 7. Februar 1941 war er Kommandant der neu aufgestellten 5. leichte Division und wurde am gleichen Tage zum Generalmajor befördert. Er führte die ab September 1941 beim Afrikafeldzug der Wehrmacht. Generalleutnant Erwin Rommel machte Streich für das Scheitern der Belagerung von Tobruk verantwortlich und sorgte für Ablösung als Divisions-Kommandeur am 16. Mai 1941, dabei war Rommel selbst für dieses Scheitern verantwortlich. Streich hatte schon vorher mehrfach Rommel kritisiert. Nun setzte man ihn als Kommandeur der Kampfgruppe Streich ein. Ab Herbst 1941 hatte er das Kommando der 16. Infanterie-Division. Ab dem 1. Juni 1942 war er Inspekteur der Schnellen Truppen. Ab dem 1. Mai 1943 dann Inspekteur der Wehrersatzinspektion Breslau. Am 1. Oktober 1943 beförderte man ihn zum Generalleutnant. Im April 1945 bekam er den Posten als Inspekteur der Wehrersatzinspektion Berlin.  